# オークランド諸島
オークランド諸島（オークランドしょとう、英: Auckland Islands、マオリ語: Motu Maha）は、ニュージーランド南島の南方約450 kmに位置する、ニュージーランド領の諸島。面積は合計625 km2。かつてはアザラシ猟や捕鯨の拠点となり、定住も試みられたが、現在は無人である。世界遺産（自然遺産）「ニュージーランドの亜南極諸島」の一部を構成する。

## 地理

### 位置

オークランド諸島

オークランド諸島は、ニュージーランド南島最南端のブルーフから南へ465 km沖合い、南緯50度30分から南緯50度55分、東経165度50分から166度20分の範囲に位置する。オークランド諸島を構成するのは以下の島々である。
- オークランド島 -  (Auckland Island)
- アダムズ島 -  (Adams Island, New Zealand)
- エンダービー島 -  (Enderby Island)
- ディサポイントメント島 -  (Disappointment Island)
- アーウィング島 -  (Ewing Island, New Zealand)
- ローズ島 -  (Rose Island, New Zealand)
- ドゥンダス島 - Dundas Island
- グリーン島 - Green Island

最大の島はオークランド島 (510 km2)である。南北42 kmにわたって横たわるオークランド島の南に、狭い海峡に隔てられたアダムズ島 (100 km2)がある。オークランド島の南部とアダムズ島は、かつて一つの火山の外輪山を形成していた。二つの島に挟まれたカーンリー・ハーバーは、死火山の火口の残骸である。
オークランド島の北西10kmにはディサポイントメント島、オークランド島北端から北方1kmにはエンダービー島が位置する。

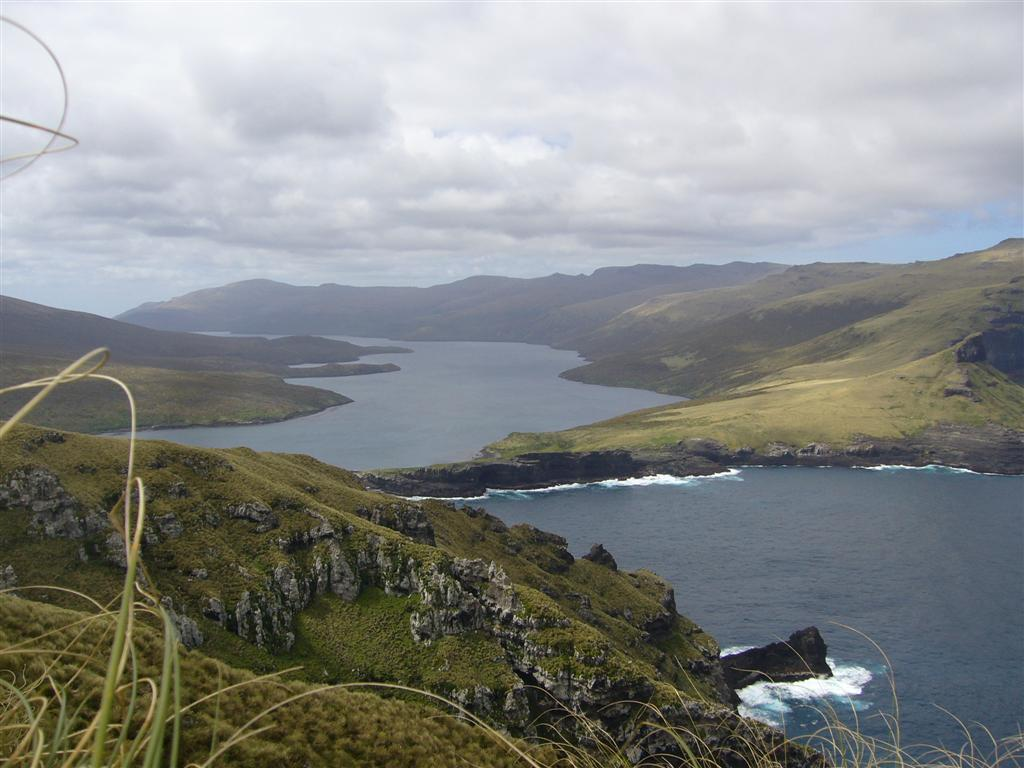
カーンリー・ハーバー

### 地質
オークランド諸島は火山性の地形である。1200万年前の中新世にそびえていた2つの火山が、その後浸食や開析を受けた。より古い時代に形成された花崗岩を含む火山岩や、1億年ほど前の化石を含んだ堆積岩も見つかっている。

### 各島の地理
主島であるオークランド島は、切り立った崖と荒涼とした地形が特徴であり、断崖の高さは600 mを超える。主要な山として、カバーン峰 (Cavern Peak, 650 m)、レイナル山 (Mount Raynal, 635 m)、デュルビル山 (Mount D'Urville, 630 m)、イーストン山 (Mount Easton, 610 m)、バベルの塔 (the Tower of Babel, 550 m)などがある。
オークランド島には多くの入江が存在し、特に島の北端のポート・ロス (Port Ross) には深く入り込んだ入江がある。
諸島第二の島であるアダムズ島には、高さ660 mのディック山 (Mount Dick) がそびえている。

## 歴史

### ポリネシア人の居住
オークランド諸島にはじめて到達してその痕跡を残したのは、ポリネシア人の航海者たちである。エンダービー島からは13世紀ごろのものと思われる住居の遺跡が発見されている。現在見つかっているポリネシア人の住居遺跡のなかでは最も南に位置するものである。

### イギリスによる発見と領有

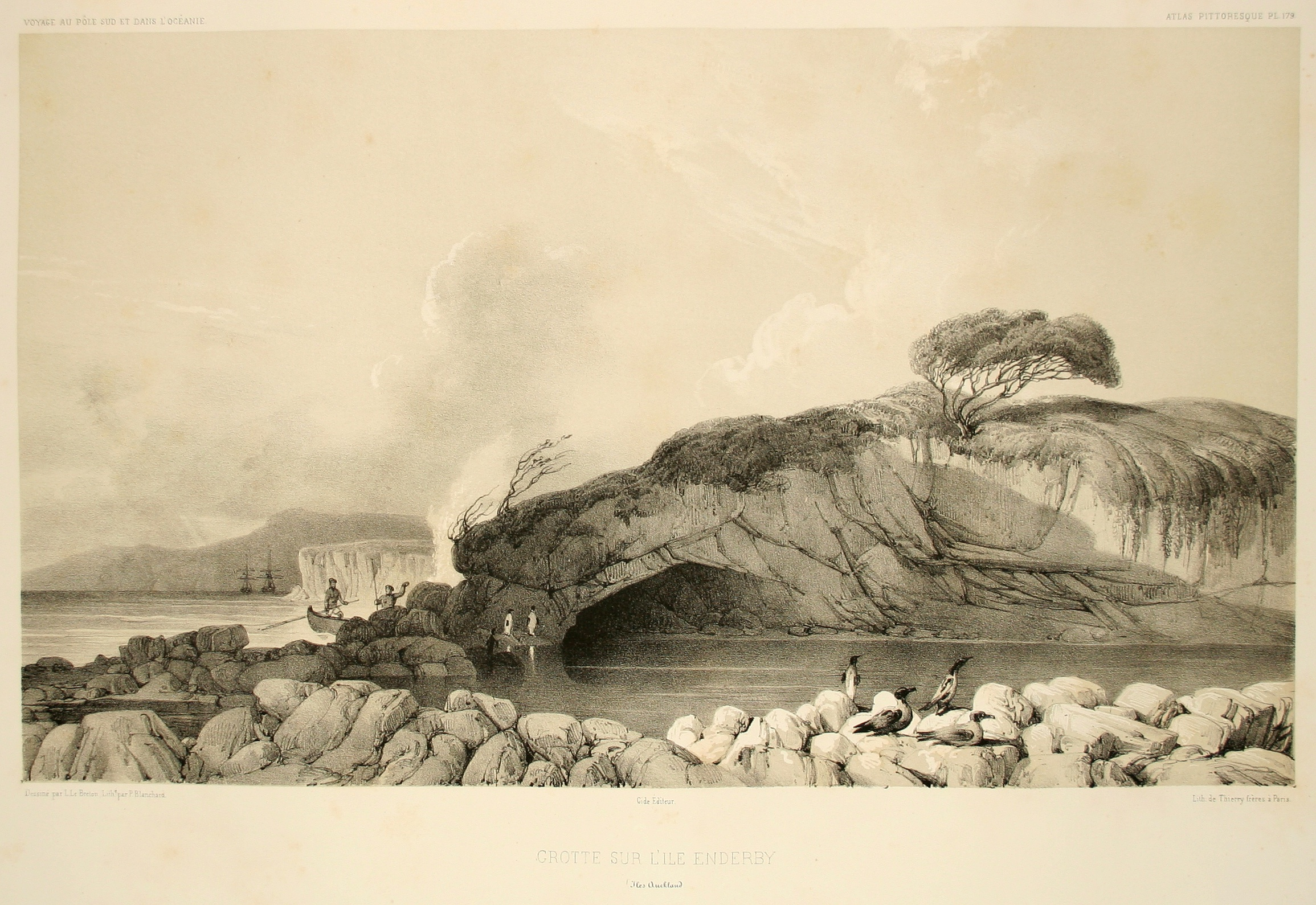
エンダービー島 (Louis Le Breton画)

1806年、イギリス・エンダービー社 (Samuel Enderby & Sons) の捕鯨船 Ocean によって、この諸島は「発見」された。このとき、島に住民はいなかった。船長アブラハム・ブリストー (Abraham Bristow) は、1806年8月18日に「オークランド卿の（諸島）」 (Lord Auckland's)と命名した。父親の友人である初代オークランド男爵ウィリアム・イーデンに敬意を表したものである。なお、エンダービー社の経営者であるサミュエル・エンダービー・ジュニア (Samuel Enderby Junior) にちなんで「エンダービー島」が命名されている。翌1807年にブリストーは Sarah で再び島に戻り、諸島がイギリス領であると主張した。
諸島の発見から間もなくして、諸島は太平洋におけるアザラシ猟・捕鯨の基地として名が知られるようになった。これらに従事する人々は、諸島に一時的な拠点を築いた。島のアザラシ猟は1812年頃まで活発に行われたが、利益が出なくなったことから、アザラシ猟師たちはキャンベル島・マッコーリー島に移っていった。アザラシの数の回復と共にアザラシ猟も持ち直し、1820年代半ば頃まで行われていた。
1839年には探検家のデュモン・デュルビルがオークランド諸島を訪れた。また、同1839年と翌1840年には探検家のジェームズ・クラーク・ロスがオークランド諸島を訪れている。

### 定住の試み
1842年、チャタム諸島からマオリ族の小規模な一団が、モリオリ人の奴隷とともに島に移り住んだ。かれらは、アザラシ猟と亜麻栽培によって20年ほど島に定住した。
1846年、イギリスの実業家・社会改良家であるチャールズ・エンダービー（サミュエル・ジュニアの子） (Charles Enderby) は、オークランド諸島に農業と捕鯨を基盤とするコミュニティを建設しようとした。エンダービー率いる一行は1849年、オークランド島北端のポート・ロスに集落を建設してハードウィック (Hardwicke, New Zealand) と命名したが、わずか2年で失敗に終わった。
1863年、イギリスの議会は、オークランド諸島をニュージーランドの領域に含めた。

### オークランド諸島海難史

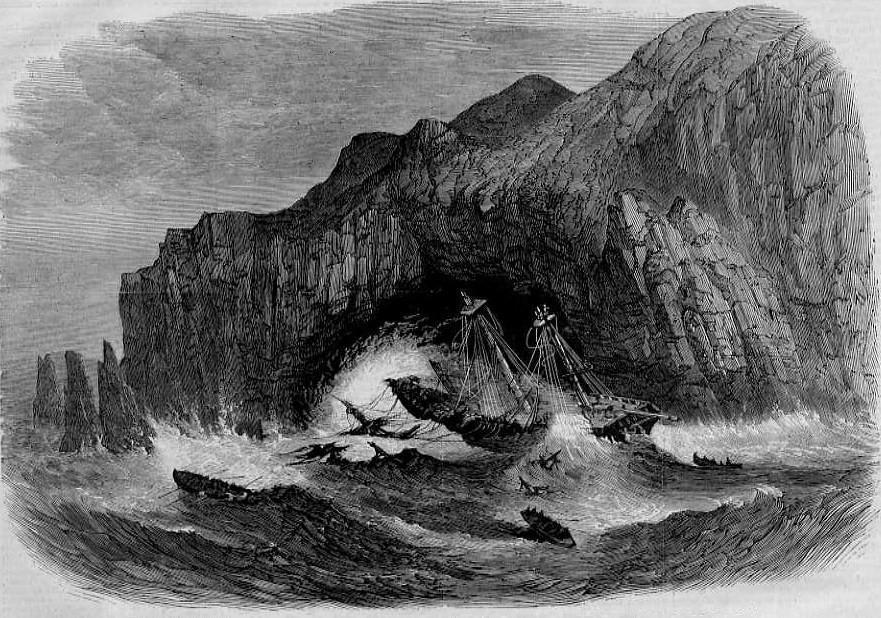
ジェネラル・グラント号の遭難

オークランド諸島の沿岸は岩がちであるため、数多くの船が損害を被った。1864年1月3日には、トーマス・マズグレイブ船長 (Thomas Musgrave (castaway)) のスクーナー船グラフトン号 (Grafton (ship)) がオークランド諸島のカーンリー・ハーバーで難破した。漂流ののちに生還したマズグレイブ船長は、Castaway on the Auckland Isles を著している。
1866年5月14日にオークランド島の西海岸で発生した、米国のバーク船（帆船）ジェネラル・グラント号 (General Grant (ship)) の遭難は、ニュージーランドで最も有名な海難事故とされる。ジェネラル・グラント号には金塊が積まれていたと伝えられており、これまでに幾度となく積荷の引き揚げが試みられてきたが、すべて失敗している。

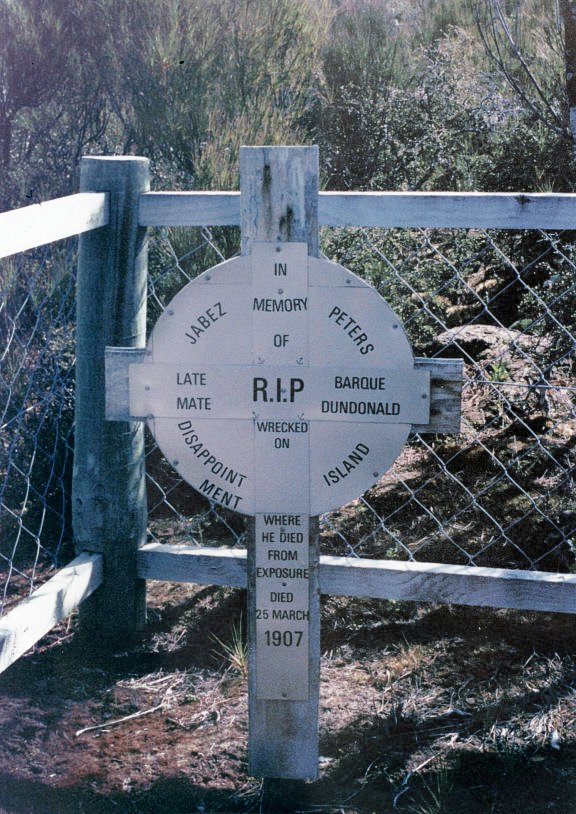
Jabez Petersの墓。当初ディサポイントメント島に葬られたが、本島ハードウィックの墓地に移葬された。

20世紀に入ってからも海難事故は絶えず、1907年にはディサポイントメント島近海でダンドナルド号（Dundonald）が遭難した。28人の乗組員のうち、船から退避できたのは17人であったが、1名はディサポイントメント島への上陸時に崖から転落して行方不明となり、1名 (一等航海士, Jabez Peters)が島での生活中に死亡した。15名の生存者たちは、7か月後にディサポイントメント島を訪れた科学調査隊によって救出されている。
諸島近海での海難事故が絶えないことから、漂流者向けの緊急避難倉庫設立の要望が1868年に上がった。ニュージーランド当局は1887年以来、北部のポート・ロス、東海岸中部のノーマン入り江、南部のカーンリー・ハーバーの3か所に倉庫 (Castaway depot) を建設し、維持している。このほか倉庫よりも小規模な補給施設（避難倉庫に向かうためのボートを含む）も建設されている。また島の周囲には40か所のポスト（道標）が立てられ、若干の補給品の提供も行われている。

### 科学的調査と保護
1907年、ニュージーランドによる亜南極諸島科学調査 (1907 Sub-Antarctic Islands Scientific Expedition) の一環として、科学者のグループが上陸して10日間にわたって滞在し、地磁気調査や植物・動物・地理学標本の採取が行われた。
第二次世界大戦中の1941年から1945年にかけて、オークランド諸島には連合軍の情報組織「コースト・ウォッチャーズ」の一環として測候所が置かれ、志願した科学者が配置された（秘匿名称 Cape Expeditionで知られる）。参加した科学者の中には、戦後にニュージーランド科学界のリーダーとなった Robert Alexander Falla がいる。
1998年に世界遺産（自然遺産）「ニュージーランドの亜南極諸島」に登録された。
今日、諸島に定住人口はいないが、科学者たちが定期的に訪問して調査を行っている。また当局は、エンダービー島とオークランド島への観光旅行を限定つきで許可している。

## 生態系
21世紀初頭、オークランド諸島はニュージーランドアシカ及びキンメペンギンやアホウドリ類を始めとする様々の海鳥、植生等貴重な動植物が見られる。
オークランド島の北東部にあるロス湾（英語版）は、ニュージーランド国内におけるミナミセミクジラの主な繁殖地域となっており、絶滅の危機に瀕していた同種がニュージーランド本土へ復活するための最後の希望とされている。

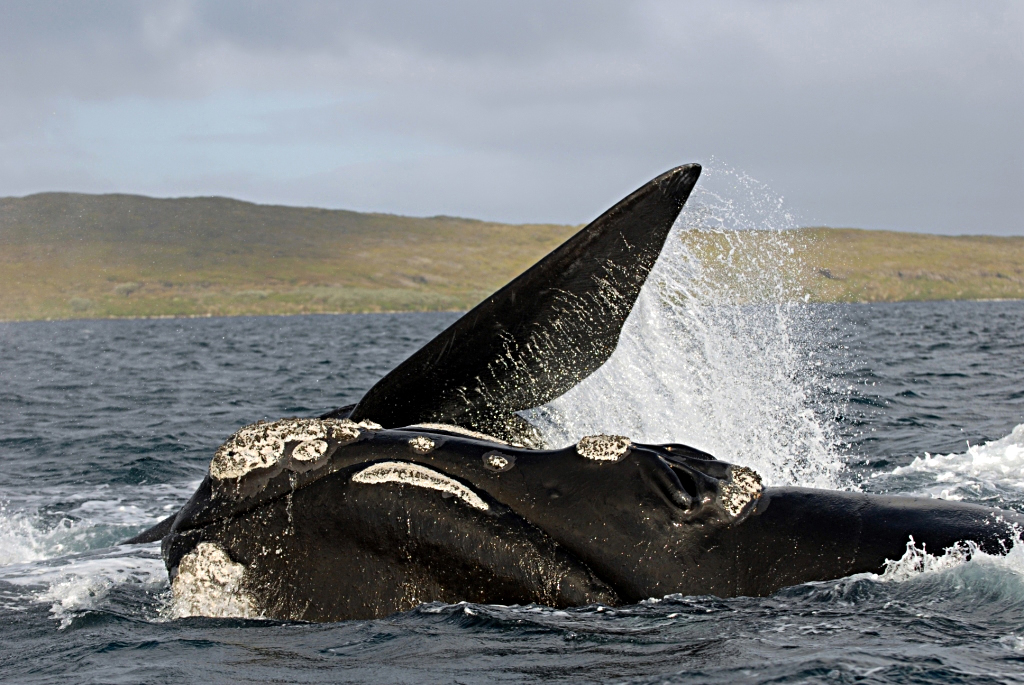
ミナミセミクジラ
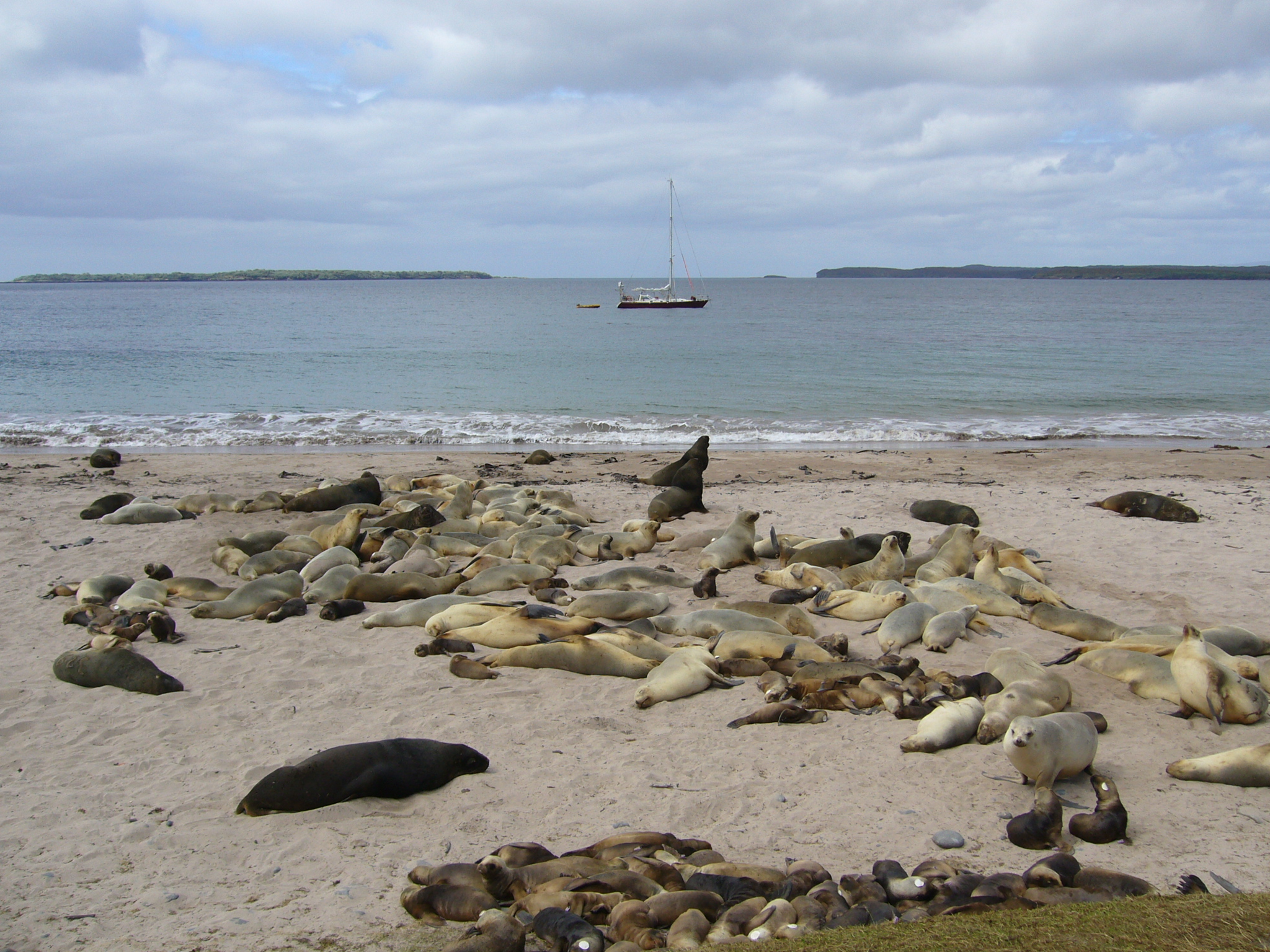
ニュージーランドアシカ
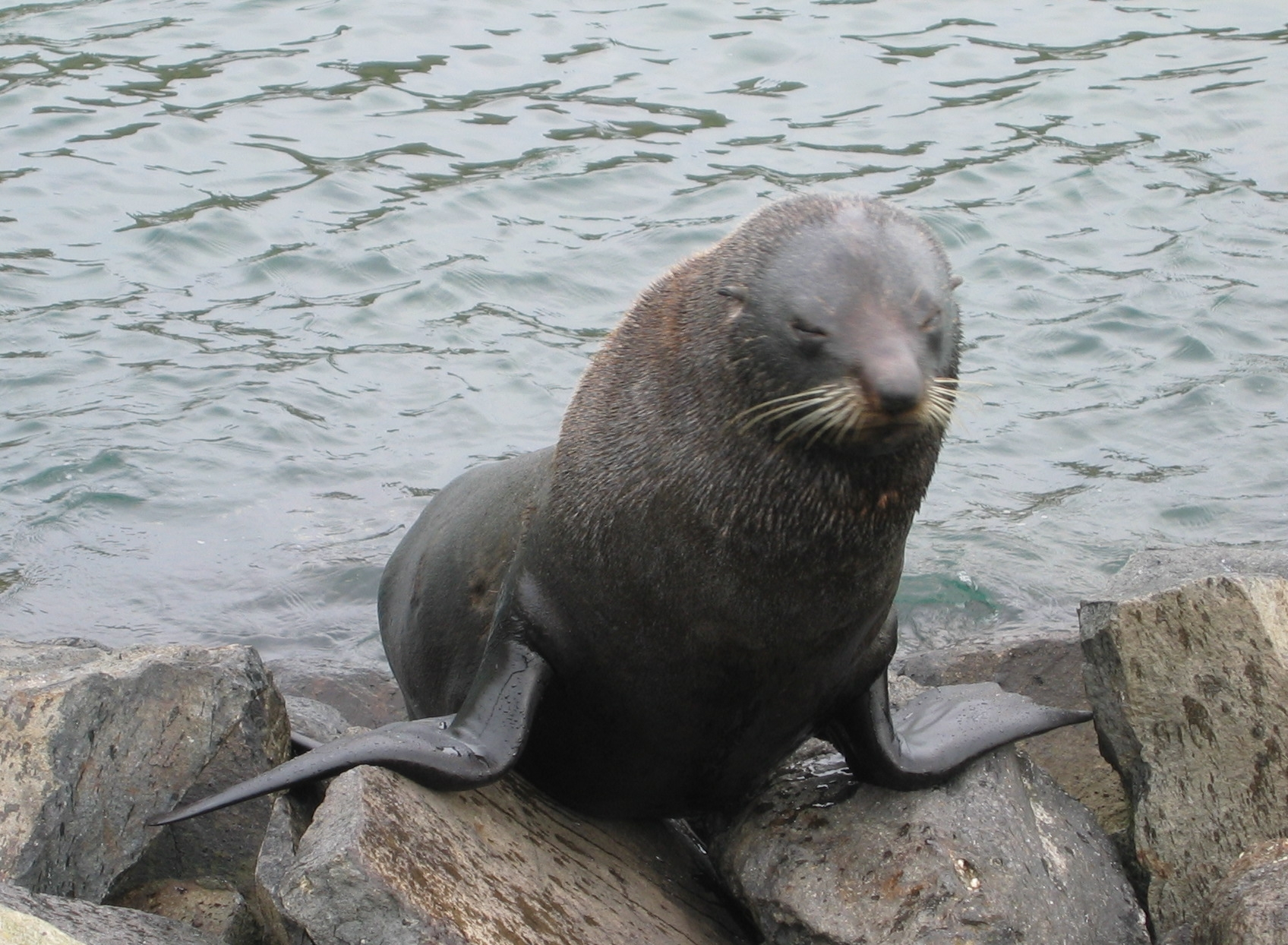
ニュージーランドオットセイ
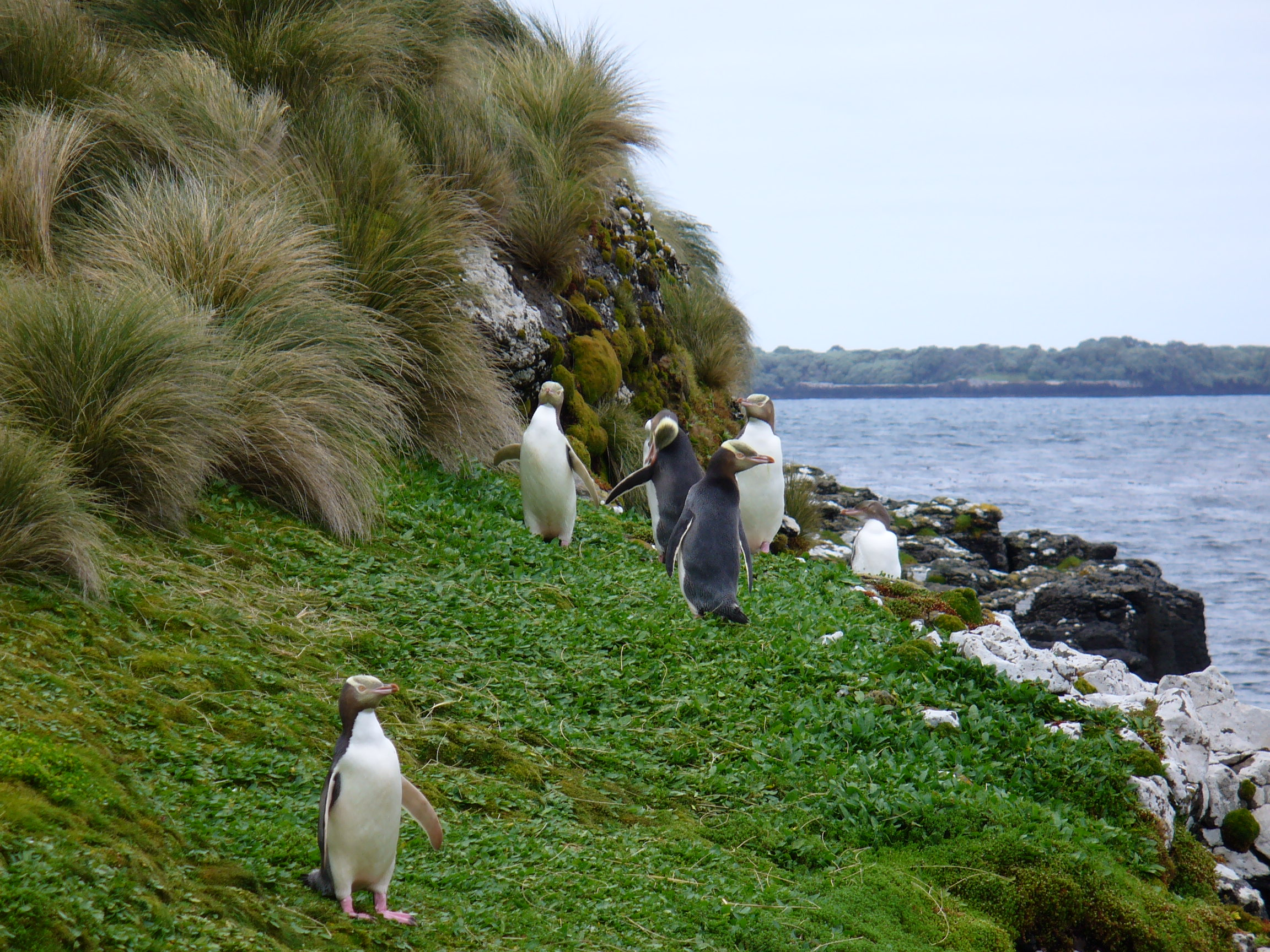
キンメペンギン
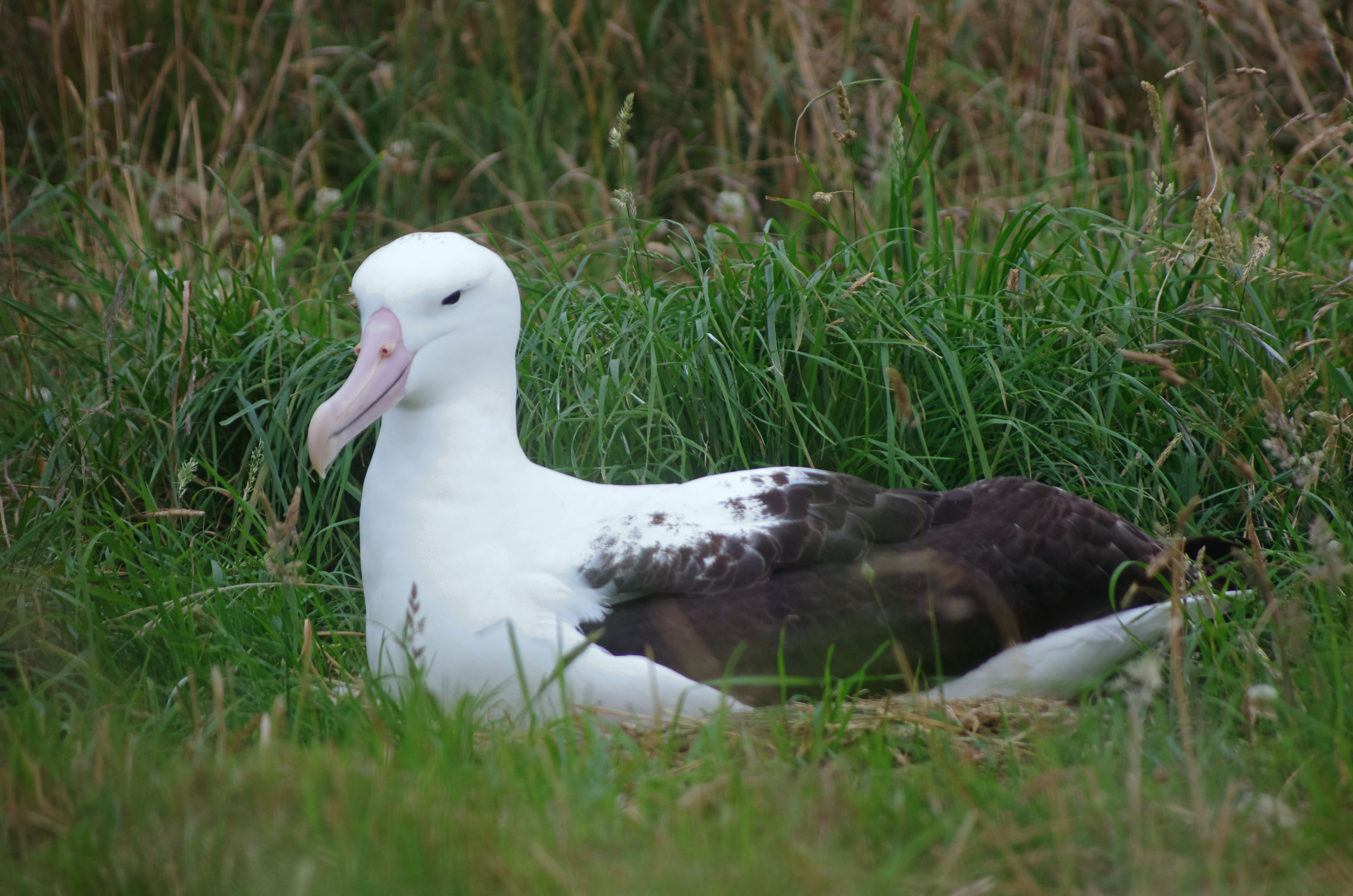
ミナミシロアホウドリ（英語版）
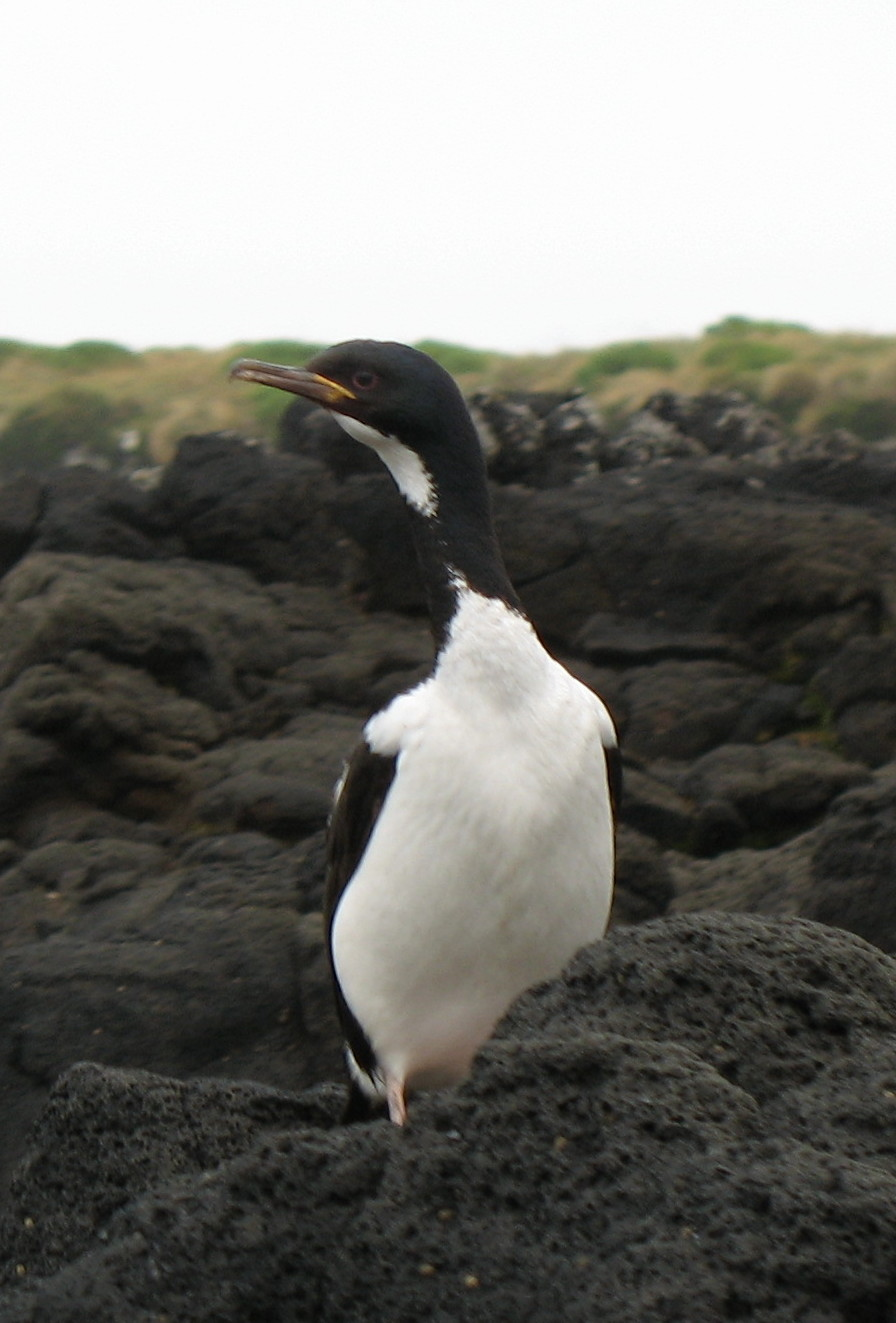
オークランドウ（英語版）
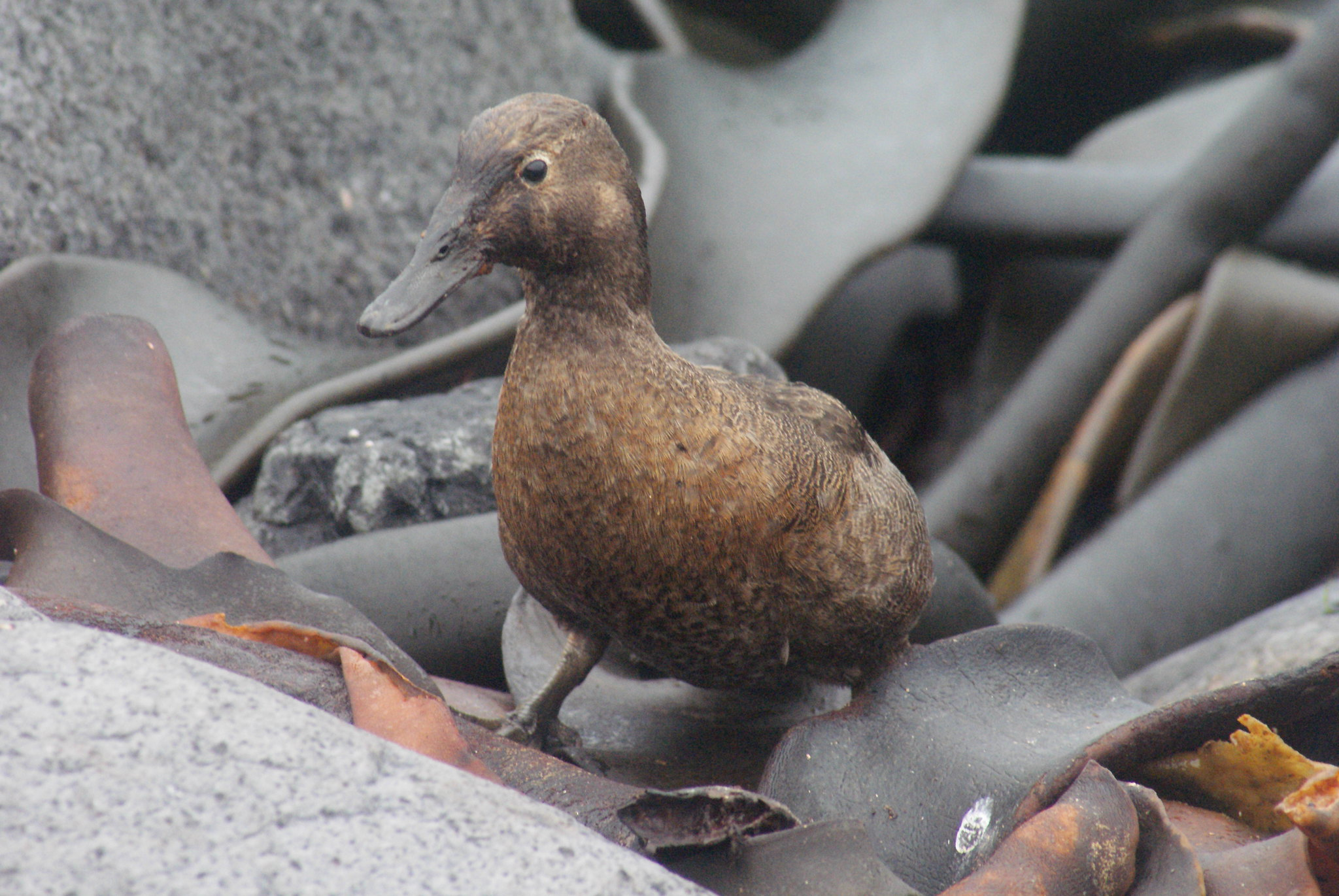
クリイロコガモ（固有種）
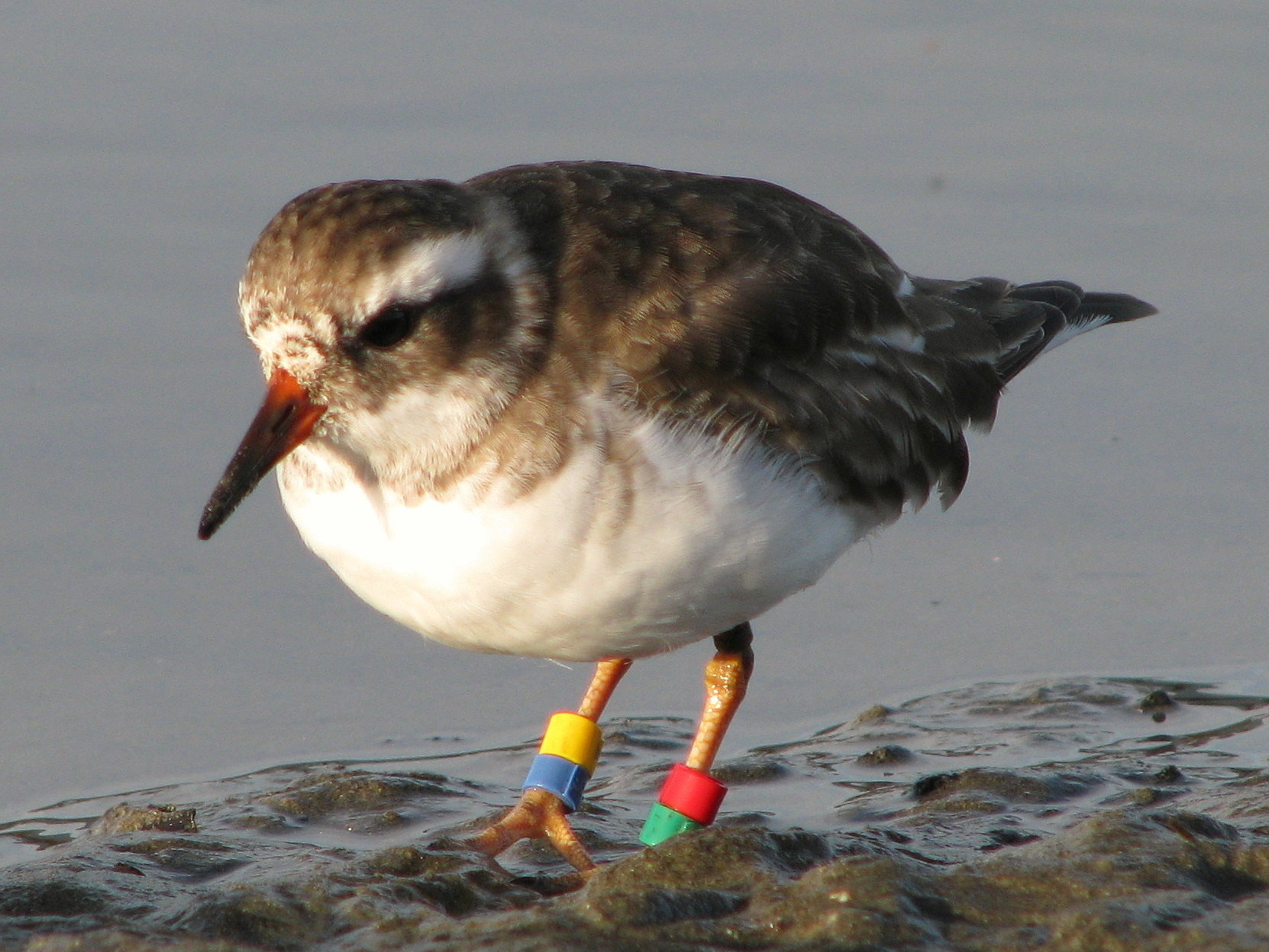
ノドグロチドリ（地域絶滅種）
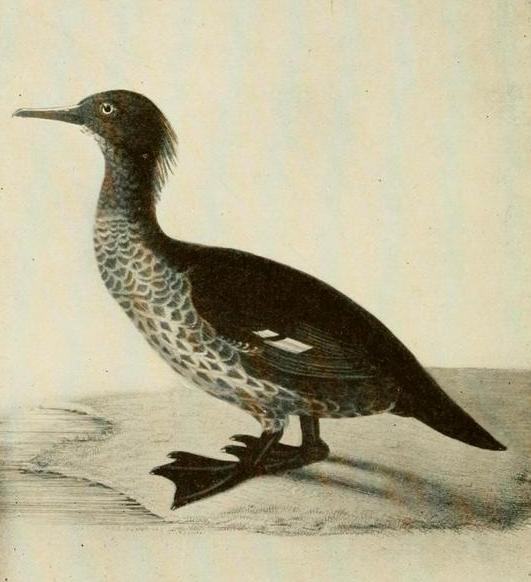
オークランドアイサ（絶滅種）
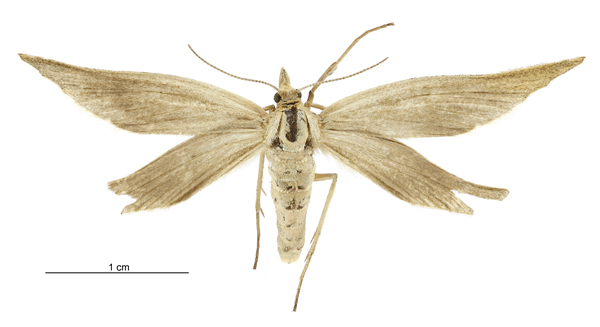
Asaphodes oxyptera（固有種）